# 梅杜薩 (紐約州)
梅杜薩（英語：Medusa）是位於美國紐約州奧爾巴尼縣的非建制地區。

## 歷史
梅杜薩的郵局自1850年營運至今。

## 地理
梅杜薩所處的海拔為高於海平面245米（即804英呎），而該地所採用的時區為UTC-5，即北美东部时区（EST）。同時該地設有夏令時間，為UTC-5調快一小時，即UTC-4（EDT）。